# Heitor Dhalia
Heitor Dhalia (Recife, 18 gennaio 1970) è un regista e sceneggiatore brasiliano.

## Biografia
Ha diretto sette film dal 1988, uno dei quali À Deriva, ha partecipato alla sezione Un Certain Regard al Festival di Cannes del 2009.

## Filmografia
- A Pantomima da Morte (1988)
- Conceição (2000)
- Come Três Marias (2002, sceneggiatura)
- Nina (2004)
- O Cheiro do Ralo (2006)
- À Deriva (2009)
- Andato (2012)
- Serra Pelada (2013)
- On Yoga: The Architecture of Peace (2017)